# Liste der Baudenkmäler in Partschins
Die Liste der Baudenkmäler in Partschins (italienisch Parcines) enthält die 18 als Baudenkmäler ausgewiesenen Objekte auf dem Gebiet der Gemeinde Partschins in Südtirol.
Basis ist das im Internet einsehbare offizielle Verzeichnis der Baudenkmäler in Südtirol. Dabei kann es sich beispielsweise um Sakralbauten, Wohnhäuser, Bauernhöfe und Adelsansitze handeln. Die Reihenfolge in dieser Liste orientiert sich an der Bezeichnung, alternativ ist sie auch nach der Adresse oder dem Datum der Unterschutzstellung sortierbar.

## Liste
| Foto |                 | Bezeichnung                              | Standort                                                | Eintragung                   | Beschreibung | Metadaten                                         |
| ---- | --------------- | ---------------------------------------- | ------------------------------------------------------- | ---------------------------- | --- | ------------------------------------------------- |
| ja   | Datei hochladen | Gaudententurm ID: 16382                  | Gaudententurmstraße 7 46° 41′ 3″ N, 11° 4′ 29″ O        | 9. Mai 1950 (MD)             | Auf das Mittelalter zurückgehender, im 17. Jahrhundert in heutige Form gebrachter Turm mitsamt Nebengebäude Höllhaus; die links in der Spalte Standort stehenden Koordinaten beziehen sich auf den Gaudententurm selbst, das Höllhaus befindet sich auf 46° 41′ 2,8″ N, 11° 4′ 27,8″ O.                                                    | KG: Partschins Bauparzelle: 81, 82/1, 83          |
| ja   | Datei hochladen | Hanswirt in Rabland ID: 16385            | Geroldplatz 3 46° 40′ 10″ N, 11° 3′ 34″ O               | 8. Apr. 1980 (BLR-LAB 1909)  | Ländliches Wohnhaus/Bauernhof | KG: Partschins Bauparzelle: 226                   |
| ja   | Datei hochladen | Hochhueb ID: 16377                       | Hubenstraße 16 46° 41′ 10″ N, 11° 4′ 26″ O              | 8. Apr. 1980 (BLR-LAB 1909)  | Ländliches Wohnhaus/Bauernhof | KG: Partschins Bauparzelle: 29                    |
| ja   | Datei hochladen | Kapelle „Bad Egart“ ID: 18224            | Bahnhofstraße 13 46° 40′ 19″ N, 11° 4′ 52″ O            | 31. Juli 1997 (BLR-LAB 3633) | Kapelle | KG: Partschins Bauparzelle: 251                   |
| ja   | Datei hochladen | Mairhof ID: 16383                        | Max-von-Isser-Straße 1 46° 41′ 0″ N, 11° 4′ 28″ O       | 8. Apr. 1980 (BLR-LAB 1909)  | Ländliches Wohnhaus/Bauernhof | KG: Partschins Bauparzelle: 86, 87                |
| ja   | Datei hochladen | Mairhof in Rabland ID: 16387             | Vinschgauerstraße 5 46° 40′ 5″ N, 11° 3′ 34″ O          | 8. Apr. 1980 (BLR-LAB 1909)  | Ländliches Wohnhaus/Bauernhof | KG: Partschins Bauparzelle: 239, 240              |
| ja   | Datei hochladen | Montelbon ID: 16379                      | Schlossergasse 2 46° 40′ 59″ N, 11° 4′ 20″ O            | 8. Apr. 1980 (BLR-LAB 1909)  | Ansitz | KG: Partschins Bauparzelle: 45, 46, 47            |
| ja   | Datei hochladen | Niederebenhof ID: 18234                  | Saringstraße 47 46° 39′ 38″ N, 11° 4′ 11″ O             | 15. Dez. 1997 (BLR-LAB 6713) | Ländliches Wohnhaus/Bauernhof | KG: Partschins Bauparzelle: 248                   |
| ja   | Datei hochladen | Oberschmiedmühle in Rabland ID: 50181    | 46° 40′ 30″ N, 11° 3′ 33″ O                             | 21. Dez. 1998 (BLR-LAB 6117) | Mühle | KG: Partschins Bauparzelle: 197                   |
| ja   | Datei hochladen | Peter-Mitterhofer-Straße 26 ID: 50180    | Peter-Mitterhofer-Straße 26 46° 40′ 55″ N, 11° 4′ 18″ O | 14. Mai 2001 (BLR-LAB 1532)  | Ländliches Wohnhaus/Bauernhof | KG: Partschins Bauparzelle: 107                   |
| ja   | Datei hochladen | Pfarrkirche St. Peter und Paul ID: 16380 | 46° 41′ 3″ N, 11° 4′ 25″ O                              | 8. Apr. 1980 (BLR-LAB 1909)  | Kirche | KG: Partschins Bauparzelle: 68 Grundparzelle: 105 |
| ja   | Datei hochladen | Schutzhaus Hochgang ID: 50570            | 46° 42′ 46″ N, 11° 5′ 9″ O                              | 18. März 2013 (BLR-LAB 411)  | zweigeschoßiger Bau in Sichtmauerwerk, 1909 errichtet, 2010 als Schutzhaus durch einen nebenstehenden Neubau ergänzt | KG: Partschins Bauparzelle: 333                   |
| ja   | Datei hochladen | Spauregg ID: 16381                       | Gaudententurmstraße 20 46° 41′ 7″ N, 11° 4′ 31″ O       | 9. Mai 1950 (MD)             | Ansitz | KG: Partschins Bauparzelle: 75                    |
| ja   | Datei hochladen | St. Helena auf der Töll ID: 16384        | 46° 40′ 40″ N, 11° 5′ 3″ O                              | 8. Apr. 1980 (BLR-LAB 1909)  | Kirche | KG: Partschins Bauparzelle: 108                   |
| ja   | Datei hochladen | St. Jakob in Rabland ID: 16386           | 46° 40′ 11″ N, 11° 3′ 35″ O                             | 8. Apr. 1980 (BLR-LAB 1909)  | Kirche | KG: Partschins Bauparzelle: 228                   |
| ja   | Datei hochladen | Stachelburg ID: 16378                    | Peter-Mitterhofer-Straße 2 46° 41′ 1″ N, 11° 4′ 23″ O   | 9. Mai 1950 (MD)             | Auf eine Dorfburg aus dem 13. Jahrhundert zurückgehender Ansitz mitsamt den Nebengebäuden Schlerihaus und Rittersaal; die links in der Spalte Standort stehenden Koordinaten beziehen sich auf die Stachlburg selbst, das Schlerihaus befindet sich auf 46° 41′ 2,2″ N, 11° 4′ 24,2″ O, der Rittersaal auf 46° 41′ 2,9″ N, 11° 4′ 23,8″ O. | KG: Partschins Bauparzelle: 35, 36, 37            |
| ja   | Datei hochladen | Steidl auf der Töll ID: 18171            | Vinschgauerstraße 95 46° 40′ 44″ N, 11° 5′ 12″ O        | 4. März 1996 (BLR-LAB 784)   | Zollhaus | KG: Partschins Bauparzelle: 110                   |
| ja   | Datei hochladen | Unterweirachhof ID: 50612                | 46° 40′ 56″ N, 11° 5′ 22″ O                             | 17. Apr. 2018 (BLR-LAB 353)  | seit 1344 urkundlich erwähnter Hof, nach Brand 1809 neu errichtet, 1918 und in den 1980ern saniert | KG: Partschins Bauparzelle: 121                   |

Falls bei einem Baudenkmal keine Koordinaten bekannt sind, werden ersatzweise die Katasterdaten zum Zeitpunkt der Unterschutzstellung angegeben. Diese sind weder offiziell noch zwingend aktuell.
Die vom Landesdenkmalamt übernommenen Adressen können veraltet sein.
| Foto:   | Fotografie des Denkmals. Klicken des Fotos erzeugt eine vergrößerte Ansicht. Daneben finden sich zwei Symbole: |
| ID      | Identifikator beim Südtiroler Landesdenkmalamt                                                                 |
| KG      | Katastralgemeinde                                                                                              |
| MD      | Ministerialdekret                                                                                              |
| BLR-LAB | Beschluss der Landesregierung – Landesausschussbeschluss                                                       |